# Colle Nero
Colle Nero è una montagna alta 1.991 m del Lazio (Italia), in provincia di Frosinone, tra il comune di Settefrati e quello di San Donato Val di Comino.